# Kif

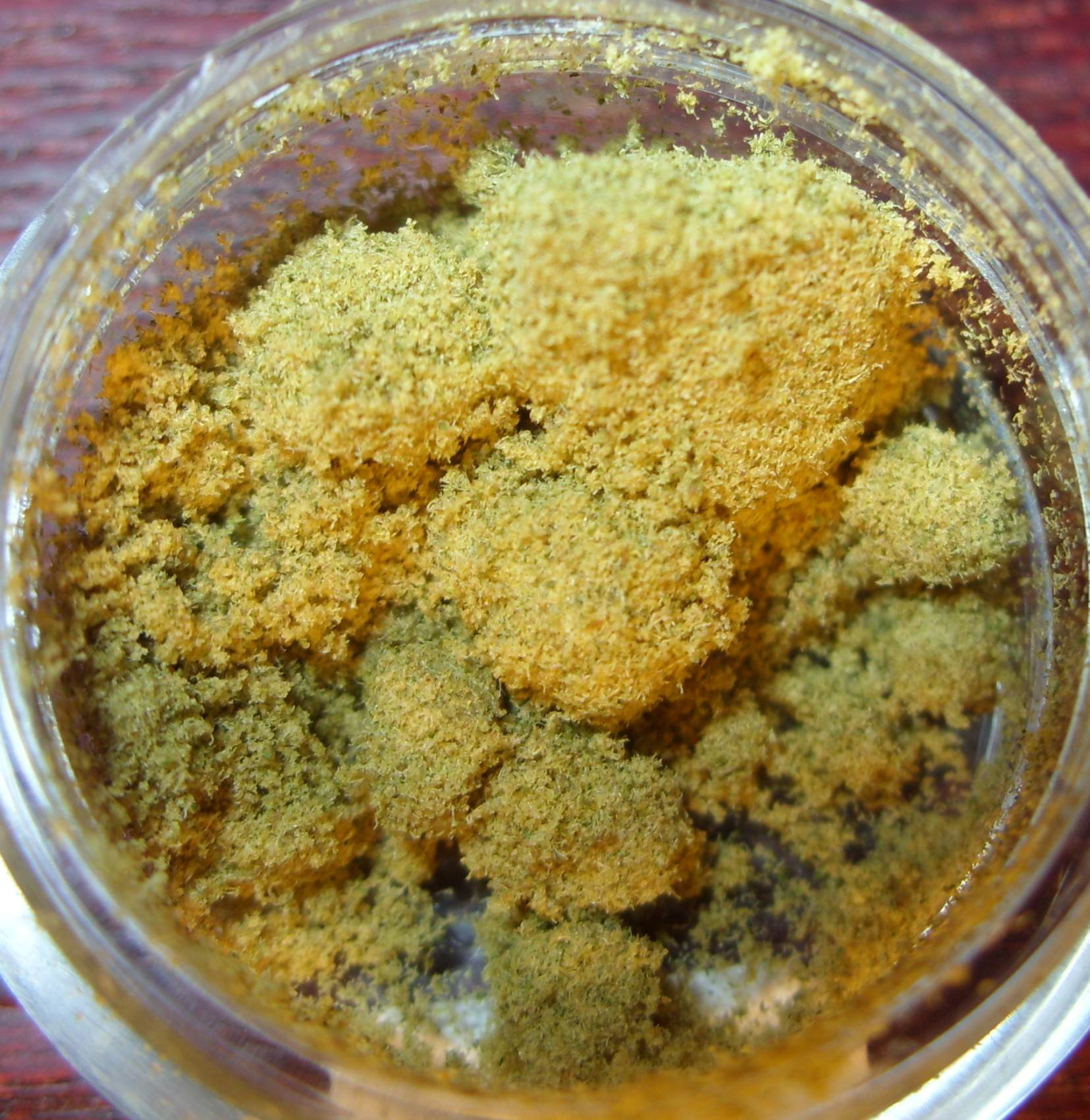
Kif.

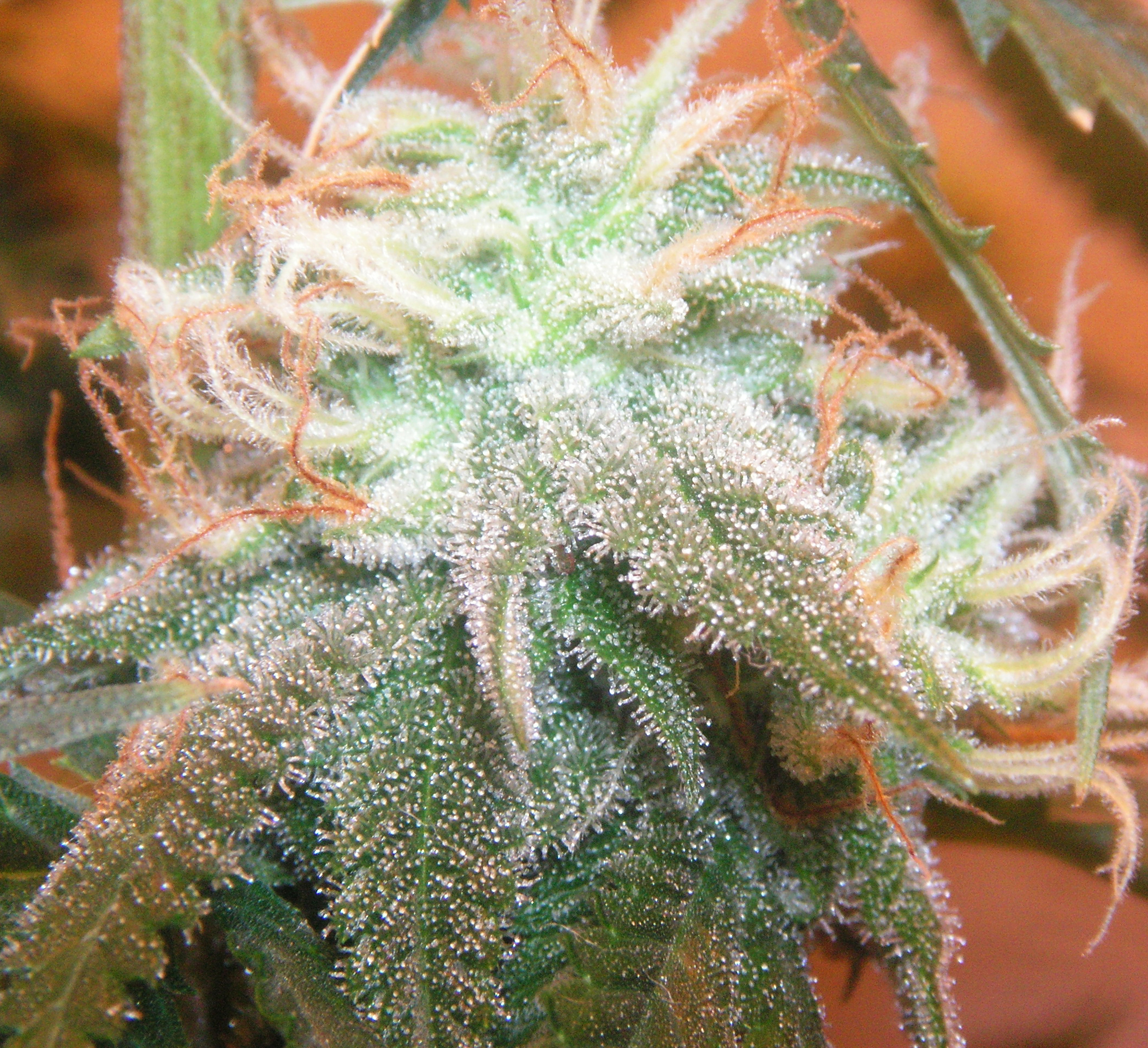
Detalle de la flor, donde se pueden apreciar los «pelillos» o tricomas.

El kif (del dariya كيف kīf), también llamado polen de cannabis, es una preparación de cannabis o marihuana que se obtiene cribando o tamizando los tricomas de la inflorescencia. Es un formato de marihuana más fino que el hachís. En las montañas marroquíes del Rif, la producción de kif es la principal fuente de ingresos para miles de rifeños.

## Etimología
En el Magreb, kif se refiere al cannabis en general. La palabra ha pasado al español de España vía el árabe marroquí كيف ('indio' u 'opiáceo'), éste del árabe clásico كيف (kayf, '[buen] humor' o 'alegría'). En Marruecos, kif también puede significar 'del mismo modo', o 'como' (para comparar), o 'cómo' (para preguntar; por ejemplo kif ntina, '¿cómo estás?'), y tiene el mismo origen etimológico, pues proviene del clásico kaifa...?, para preguntar '¿cómo...(etc.)?'. 
Kif-kif es una expresión popular que significa 'da igual', y se ha vuelto popular también en Francia. En cambio, en francés el kif es conocido como skuff. Formas alternativas son kief, kifi, quif o kaif.

## Fabricación

### Tamizado
El kif se prepara cepillando o golpeando la planta seca o sus cogollos. De esta forma, los tricomas que las cubren, que contienen la más alta proporción de THC, se separan y quedan recogidos en el fondo del saco, donde se observan como un polvo dorado. Otro método de obtención es frotar los cogollos contra una criba de la finura adecuada. Esta primera recolección suele contener polvo o fragmentos de las hojas, que pueden ser separados por otros métodos para aumentar la calidad del kif. Una vez obtenido, el kif puede ser prensado obteniéndose de este modo lo que se conoce con el nombre de hachís.
Otra forma de obtener kif es almacenando los cogollos de cannabis en un recipiente sobre cuyo fondo hay una criba. Con el tiempo se acumulan los tricomas desprendidos en el fondo de la caja, de donde se pueden recoger y preparar kif con ellos.

### Empacado
El kif se suele comprimir en losas que a primera vista se parecen bastante a las de hachís. Sin embargo, a diferencia del hachís, se desmorona con facilidad. De esta manera se empaqueta y se transporta.